# انگلتون (تگزاس)
انگلتون، تگزاس(به انگلیسی: Angleton, Texas) شهری در ایالت تگزاس از ایالات جنوبی ایالات متحده آمریکا است. در سرشماری سال ۲۰۰۰، جمعیت این شهر ۱۸۱۳۰ نفر اعلام شد.